# Lavandula spica
Lavandula spica Cav. es una hierba, que florece  en verano, a partir del mes  de junio; es conocida como espliego o alhucema. Se encuentra en las laderas y collados pedregosos o rocosos, entre 600 y 1700 m s. n. m. de altitud. Se recolecta para usos medicinales durante los meses de junio y julio, cuando están abiertas las flores.

## Propiedades
L. spica se usa en forma de tisana como digestivo, estimulante y antiespasmódico, para combatir los cólicos y los flatos y las indigestiones . Al exterior se hace uso de él contra el reumatismo; aunque para este menester, es mucho más general el empleo del alcohol o espíritu de espliego.
La infusión se prepara con una onza de sumidades floridas y 1 l de agua; se pone a hervir en un cacharro bien limpio, con su tapadera y se echan las flores al agua para que hierva; a continuación, se tapa el recipiente y se retira de la lumbre. Luego se cuela o simplemente se decanta. De esta infusión, se toma una taza después de las comidas, como digestiva y estimulante.
La infusión así preparada, sirve para desinfectar heridas y llagas, a condición de renovarla, cada vez que se vaya a usar. Y otro de los usos tradicionales del espliego, tal vez el más importante, es para la fabricación del agua de lavanda, perfume conocido desde muy antiguo.

## Taxonomía
Lavandula spica fue descrita por Philip Miller y publicado en The Gardeners Dictionary: . . . eighth edition no. 2. 1768.
Etimología
Lavandula: nombre genérico que se cree que deriva del francés antiguo lavandre y en última instancia del latín lavare (lavar), refiriéndose al uso de infusiones de las plantas. El nombre botánico Lavandula como el usado por Linneo se considera derivado de este y otros nombres comunes europeos para las plantas. Sin embargo, se sugiere que esta explicación puede ser apócrifa, y que el nombre en realidad puede ser derivado del latín livere, "azulado".
spica: epíteto latíno que significa "espiga".